# Acto Institucional Número Siete
El Acto Institucional Número Siete o AI-7 fue decretado el 26 de febrero de 1969 por el presidente brasileño Costa e Silva y publicado en el Diario Oficial en la misma fecha.
Este acto institucional fue más bien un complemento del AI-6, pues trataba de la suspensión de todas las elecciones hasta noviembre de 1970. El día 13 de marzo, apareció una rectificación del AI-7, que imponía una nueva lista de ceses, esta vez sin la oposición del Supremo Tribunal Federal.

## Antecedentes
En el período conocido como Anos de chumbo, la dictadura militar de Brasil está liderada por el general Emílio Garrastazu Médici, entre finales de 1969 y principios de 1974. En verdad, el general Artur da Costa e Silva no dejará el poder hasta el 31 de agosto de 1969. Sin embargo, sus últimos meses en el Gobierno auguran una nueva línea política, de corte más radical en lo político y más liberal en lo económico. Médici, electo por la Junta Militar que gobernaba el país, tuvo la ventaja de asumir en mitad del llamado "milagro económico brasileño", un quinquenio en el que el PIB del país crecía con cifras de hasta dos dígitos. Así, buena parte de su mandato se caracterizó por la estabilidad económica, lo que ayudó al gobierno en su esfuerzo por imponer una dura represión. Algunos reservan la expresión "años de plomo", específicamente para el gobierno Médici. El período se destaca por el feroz combate contra la extrema izquierda, muchas veces desde la sociedad civil, desde una extrema derecha que se vale del aparato represivo policial-militar del Estado, eventualmente en forma de organizaciones paramilitares.
El Acto Institucional Número Seis o AI-6 fue decretado el 1 de febrero de 1969 por el presidente Costa e Silva, ya sobrepasado por los acontecimientos, y publicado en el Diario Oficial de Brasil el 3 de febrero de 1969.

## Disposiciones legales
El nuevo Ato Institucional nº 7 constaba de 11 artículos. En el preámbulo se decía defender los intereses de los Estados y Municipios, además de la Revolución de 31 de marzo de 1964, y venía a condicionar la remuneración para el funcionamiento de las Asambleas Legislativas y Cámaras Municipales: 

CONSIDERANDO que constitui privilégio inaceitável contar-se para fins de aposentadoria, o período de exercício do mandato legislativo por tempo superior ao do próprio mandato;

CONSIDERANDO que, no interesse de preservar e consolidar a Revolução, é desaconselhável a realização de eleições parciais, para cargos executivos ou legislativo da União, dos Estados, dos Territórios e dos Municípios
Texto del AI-7.

En su artículo 1 limitaba los sueldos de los diputados de las asambleas estatales y añadía que no estaban justificados las dietas en las asambleas extraordinarias. El artículo 2 restringía a 8 el número máximo de sesiones remuneradas por mes. Ningún otro pago podría recibir el diputado, decía el artículo 3. En el artículo 4 se redactaba de la siguiente forma el art. 16 de la Constitución de 24 de enero de 1967: 

- "Art. 16 - ...........................................................................................................................

.....................................................................................................................................................

§ 2º - Somente serão remunerados os Vereadores das Capitais e dos Municípios de população superior a trezentos mil (300.000) habitantes, dentro dos limites e critérios fixados em lei complementar."

El art. 5º limitaba a 3 en el mes el número de sesiones extraordinarias remuneradas de las Cámaras Municipales. El siguiente artículo decía que ningún funcionario público de la Unión, Estados, Distrito Federal, Territorios o Municipios, así como de las respectivas autarquías, podría cobrar un período distinto al de su mandato efectivo. El art. 7 declaraba suspendidas las elecciones parciales para cargos ejecutivos o legislativos de la Unión, Estados, Territorios y Municipios. Añadía:

§ 1º - Nos Municípios em que se vagarem os cargos de Prefeito e Vice-Prefeito, em virtude de renúncia, morte, perda ou extinção do mandato dos respectivos titulares, será decretada, pelo Presidente da República, a intervenção federal.

§ 2º - Se a vacância do cargo de Prefeito municipal coincidir com o término do mandato dos membros da Câmara Municipal, o Interventor exercerá, também, as atribuições que a este confere a Lei Orgânica dos Municípios.

En sus últimos artículos se habilitaba al presidente de la República para fijar las fechas de nuevas elecciones en caso de fuerza mayor, se excluían de la acción judicial todos los actos resultantes de este Acto Institucional o de sus Actos Complementarios, que podrían desarrollarlo en un futuro.
El Acto Institucional Número 7 entró en vigor el 26 de febrero de 1969, revocadas las disposiciones en contrario.